# Mike Tenay
Mike Tenay (Los Angeles, 1 de março de 1955) é um comentarista de wrestling profissional estadunidense. Ele é mais conhecido por trabalhar na World Championship Wrestling e atualmente na Total Nonstop Action Wrestling. Ele é considerado um dos maiores historiadores do wrestling, junto com Jim Ross, o que lhe rendeu a alcunha de "The Professor."

## Prêmios
- Wrestling Observer Newsletter
  - Melhor Anunciador Televisivo (1997, 2002-2005)[1]